# Marca di Savona
La marca di Savona (o di Savona-Vado) è stato un antico stato preunitario dell'Italia medioevale dipendente del Sacro Romano Impero, compresso dall'area meridionale della Marca Aleramica o della Liguria Centrale (e il marchesato del Monferrato all settentrione), concessa nel X secolo alla dinastia franca degli Aleramici. 
La corte principale era in origine a Vado che era anche sede episcopale, poi trasferita a Savona insieme alla corte marchionale all'inizio del XI secolo. 

In questo periodo il territorio diventa uno dei principali centri di costruzione navale e punto d'imbarco di Crociate, in rivalità con Genova, e sede di una celebre corte rivale di quella del Monferrato. 
Nel corso dei secoli X e XI, la marca viene frazionata in marchesati autonomi infeudati ai maschi del casato (in accordo alla tradizione salica degli Aleramici), riducendo il territorio patrimoniale intorno al savonese. 
Nel 1162 lo stato venne disconnesso dalla primogenitura e infeudato dall'imperatore Federico I Barbarossa al marchese Enrico I del Carretto, quinto figlio di Bonifacio I del Vasto, marchese di Savona. 
Nel 1191, con l’avvento dell'età comunale, il marchese Ottone IV cede il territorio rimanente al libero comune di Savona, che nel 1251 venne annesso alla Repubblica di Genova, segnando così la fine dell'antico stato marchionale.

## Origine

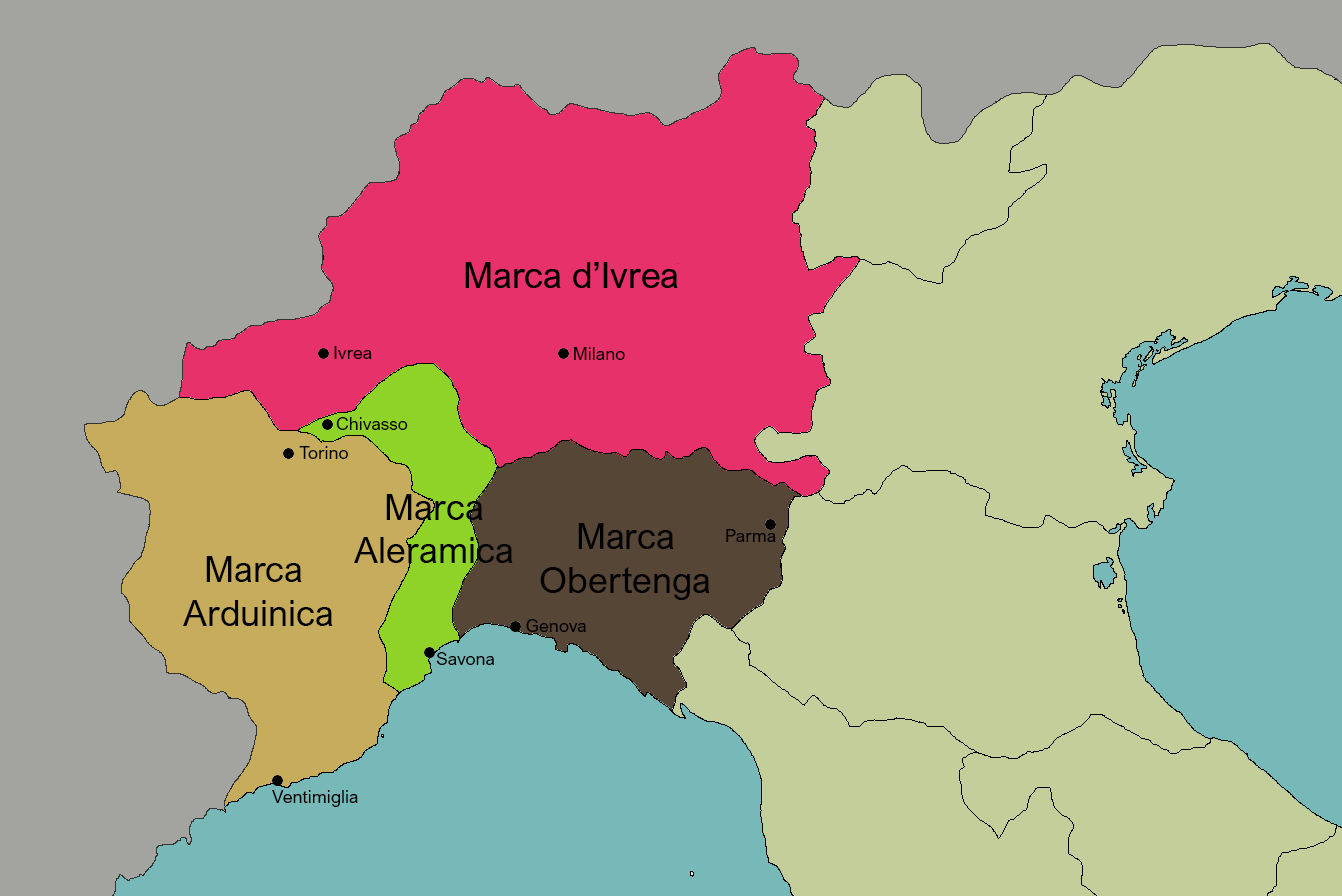
Le marche italiane nel X secolo

L'origine risale alla concessione del territorio e dignità marchionale fatta nell'anno 967 dall'imperatore Ottone I il Grande al conte franco salico Aleramo I, capostipite degli Aleramici. 

La concessione della riviera centrale (riparia) risponde alla necessità di difensa marittima dall'invasione saraceni del X secolo. 
Alla divisione della Marca Aleramica alla fine del X secolo tra gli eredi del primo margravio (secondo la tradizione salica) risale la nomenclatura del marchesato del Monferrato (ramo di Ottone I) e quello di Vado (poi Savona), concesso alla discendenza di Anselmo I (secondogenito di Aleramo, anche figlio maggiore sopravvissuto dopo la morte senza discendenza del fratello primogenito Guglielmo II).

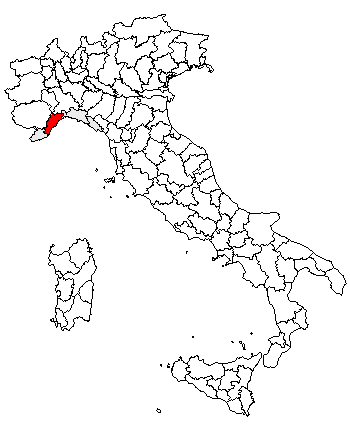
Attuale provincia di Savona, il cui territorio deriva dall'antico marchesato carrettesco.

La corte principale del ramo anselmiano diventò la città di Vado, sede d'un comitato già nominato all'anno 1004, e anche sede episcopale, trasferita all'inizio del XI secolo insieme alla corte aleramica alla città di Savona. I marchesi primogeniti, titolari della contea s'intitolarono "marchesi e conti" ("marchio et comes") di Vado e del comitato d'Acqui. Nel 1014 appare per la prima volta la denominazione di "marca saonensis" (marca di Savona) in sostituzione di quella di Vado, così presente fino alla caduta dello stato nel 1191.

## Il territorio
Il territorio gestito dal comitato di Vado, poi marca di Savona, comprendeva in origine la riparia (riviera) dello stato aleramico, tra Finale (confinante con la marca arduinica) e Cogoleto (confinante con la marca obertenga). 

Un'altra corte, quella di Acqui, gestiva per lo stesso ramo della dinastia i loro domini piemontesi, compressi tra un comitato autonomo anche parte della stessa marca.
Il territorio si ridusse nell'anni successivi a causa della proliferazione di corti autonome gestite dai numerosi maschi della discendenza.

### Divisione di Anselmo I
Da Anselmo I e da Gisla di Milano, figlia del marchese Adalberto II d'Ivrea, re d'Italia (figlio di Berengario II), nacquero Anselmo II e Oberto di Sezzadio, che diedero origine rispettivamente al successivi marchesi di Savona (del Vasto) e i marchesi di Sezzè (Sezzadio).

### Divisione di Anselmo II
Da Anselmo II di Savona e Adelaide degli Obertenghi nacque il marchese Anselmo III ed il fratello Ugo II, fondatore del marchesato del Bosco. Anselmo III fu padre di Ottone III detto Teuto (o Téutone), sposato a Berta di Torino, figlia dell'ultimo marchese arduinico Olderico Manfredi II di Torino e sorella di Adelaide di Susa. Questo matrimonio fu l'origine dell'espansione aleramica nella Marca Arduinica (alla Liguria occidentale e nel Cuneese), dalla quale è protagonista il figlio Bonifacio I (anche del Vasto).

## Bonifacio del Vasto e il marchesato carrettesco di Savona

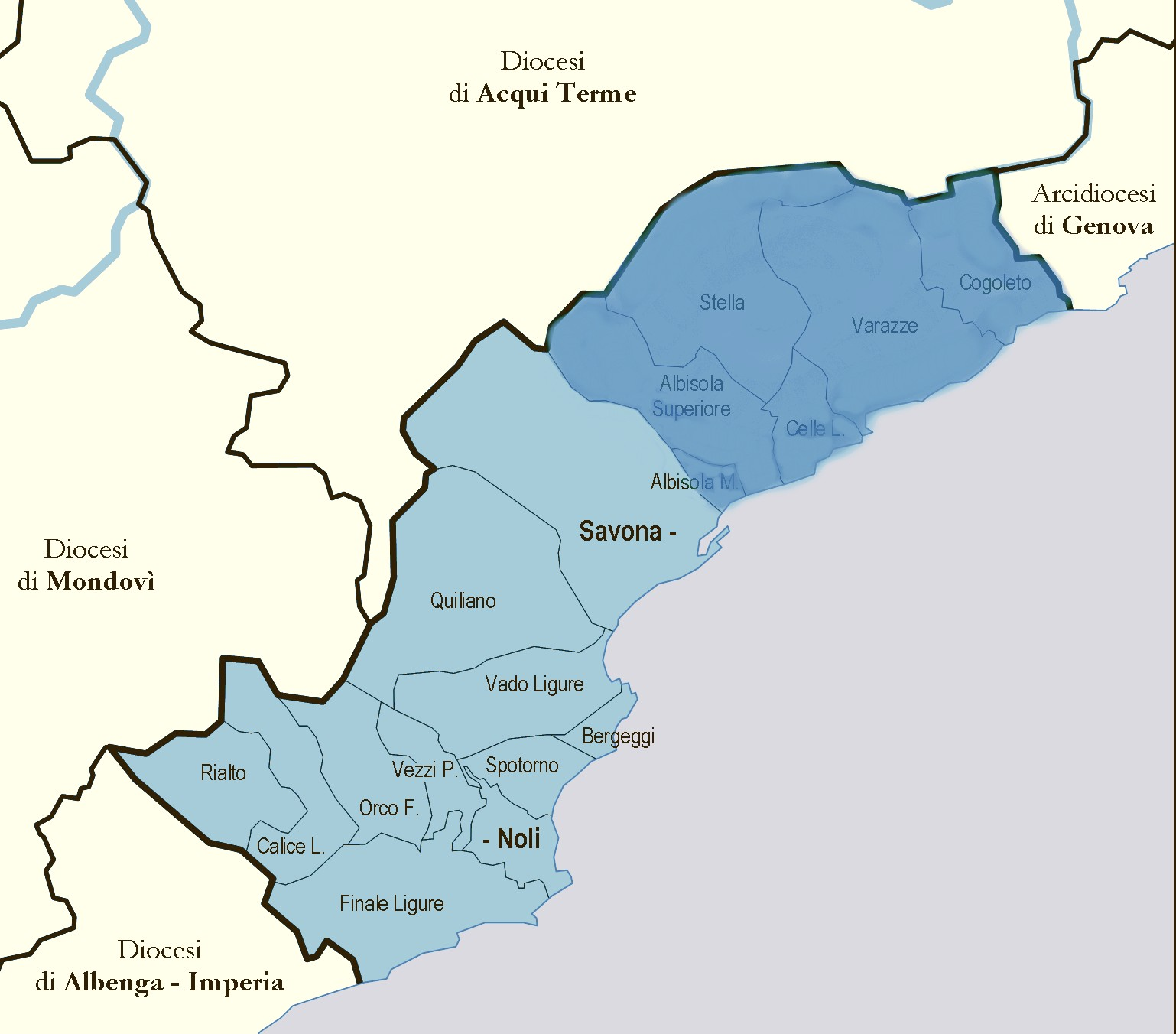
Territorio del marchesato carrettesco di Savona (in chiaro) insieme al marchesato di Varazze (in oscuro) co-signoria dei marchesi del Bosco e di Ponzone.

Nel XI secolo Bonifacio del Vasto diventa il principale protagonista dello stato marchionale, iniziando una nova politica di strutturazione territoriale grazie agli importanti domini ereditati nella marca arduinica dalla madre Berta di Torino. In continuazione con i suoi antecessori, Bonifacio divide i suoi possedimenti, anche se entra in conflitto con il figlio primogenito omonimo Bonifacio II d'Incisa, per la condizione in che rimasse dopo l'annullamento canonico del matrimonio di suoi genitori, considerato incestuoso dal papa. Il successivo matrimonio di Bonifacio con Agnese di Vermandois (dalla dinastia dei Capetingi), rinforza sua alleanza con la Francia, favorendo i domini arduinici nella successione di suoi eredi. La divisione fatta tra i figli è per tanto e soprattutto una divisione della marca arduinica (il marchesato di Saluzzo, il marchesato di Busca, il marchesato di Ceva e quello di Clavesana), anche se la corte marchionale e comitato di Savona diventa eredità del quinto figlio Enrico I il Guercio (capostipite dei del Carretto), mentre Oddone Boverio, rimasse con Loreto.
Nel 1145 Enrico il Guercio era marchese di Savona con giurisdizione sotto Savona, Noli, Finale Ligure, Cairo Montenotte, alcuni castelli e borghi minori (Altare, Bardineto, Carcare, Calizzano, Dego, Sassello, Spigno Monferrato) e vasti territori nella zona subalpina in prossimità delle Langhe. Nel 1162, l'imperatore Federico Barbarossa, chiamaba a Enrico "fidelem nostrum Henricum Guercium Savone marchionem".
Enrico ebbe due figli, Ottone ed Enrico, che dopo la sua morte (circa 1185) si divisero i suoi domini e assunsero il cognome "Del Carretto", la cui origine è controversa, ma certamente non è un predicato feudale. Ottone ebbe Savona e i feudi paterni a est della linea ideale che congiunge Carcare con Alba e principalmente il territorio fra le due Bormide.

## Ottone del Carretto e l'età comunale
Al avvenimento dell'età comunale, il marchese Ottone rinunciò rapidamente alla propria autonomia politica.
Il 10 aprile 1191 vendette per 1500 lire tutti i residui beni e diritti feudali, che deteneva a Savona e nei territori circostanti, al Comune di Savona, spostando i suoi interessi nella valle Bormida e nelle Langhe. Il fratello Enrico, invece, fortificò Finalborgo, dando origine al marchesato di Finale, che rimase ai suoi discendenti fino al 1602. Alcuni Del Carretto furono anche chiamati "marchesi di Savona", anche se Savona non era più un marchesato dopo 1191. Nel XII secolo, il libero comune di Savona diventò importante base delle forze ghibelline, dunque bianco di multipli incursioni genovesi. Dopo la morte dell'imperatore Federico II, i genovesi sottomisero il territorio, annesso definitivamente alla Repubblica di Genova dopo la Pace di Varazze di 1251.